# Thompson (zespół muzyczny)

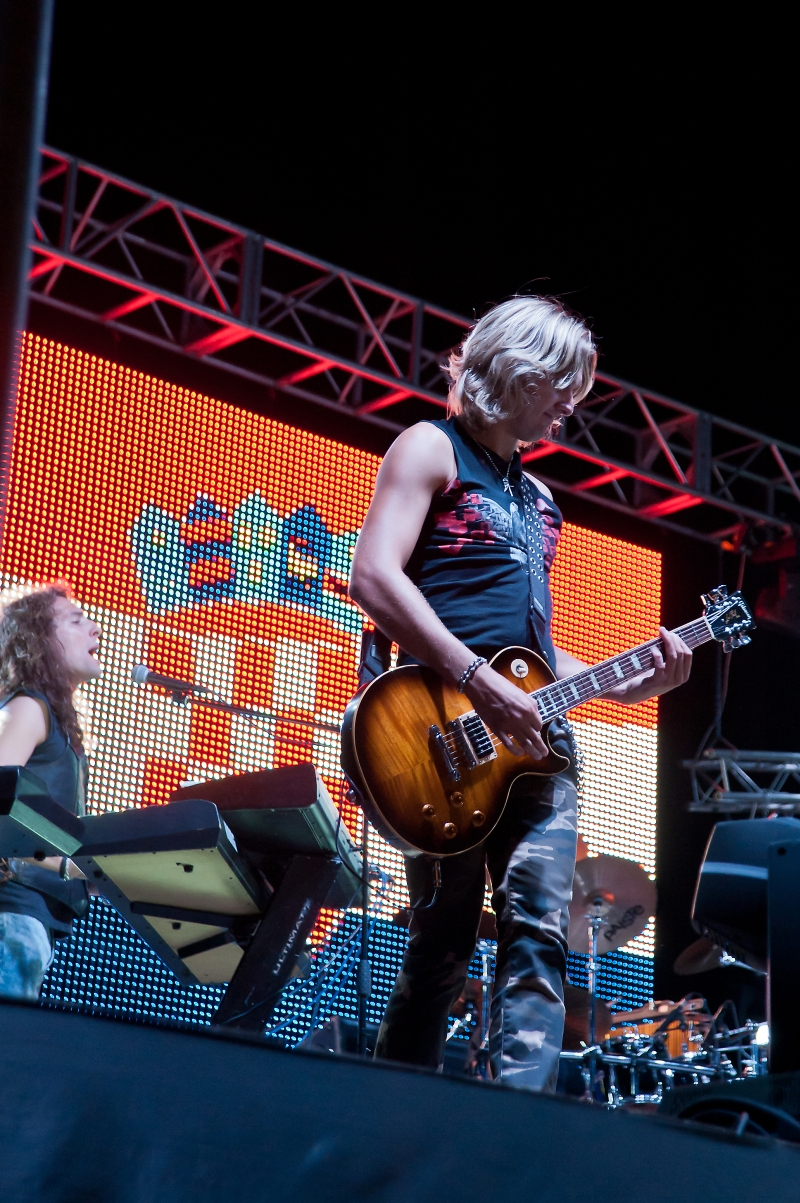
Ivan Ivankovic i Marko Perkovic na koncercie, 2013

Thompson – chorwacki zespół rockowy.
5 lipca 2025 roku na Hipodromie w Zagrzebiu zespół dał koncert, w którym uczestniczyło blisko pół miliona osób, co czyni go przypuszczalnie największym biletowanym wydarzeniem w historii muzyki.

## Charakterystyka
Frontmanem i wokalistą Thompsona, jednocześnie piszącym teksty piosenek, jest Marko Perković, często utożsamiany z samym zespołem. W zespole, oprócz niego, występuje Tiho Orlić jako wspomagający wokal i basista. Pozostali członkowie zespołu są mniej lub bardziej widoczni. Obecni członkowie to: Marko Perković, Tomislav Mandarić, Duje Ivić, Ivica Bilić Ike oraz Ivan Dabro. Nazwa „Thompson” wywodzi się od pistoletu maszynowego Thompson. Był to zarazem pseudonim Perkovicia w czasach wojny chorwacko-serbskiej. Frontman używał tej broni m.in. w czasie walk z Serbami z Krajiny o swoją rodzinną wioskę Čavoglave.
Wiele z ich piosenek (jak Bojna Čavoglave, Lijepa li si, Vjetar s Dinare) stało się przebojami w Chorwacji – są grane podczas meczów piłkarskich i innych ważnych wydarzeń.
Zespół promuje chorwacki patriotyzm i nacjonalizm. Śpiewa na takie tematy jak miłość do swojego kraju, rodzina, religia, ale także o nienawiści do Serbów. Z powodu podejmowanej w piosenkach tematyki zespół stał się kontrowersyjny. 
Ponadto Perković jest znany z otwartego popierania ideologii ustaszy, ubierając się na czarno (charakterystyczny mundur niektórych formacji), salutując na sposób „rzymski” oraz często otwarcie chwaląc ustaszy i Niepodległe Państwo Chorwackie Ante Pavelicia w swoich wystąpieniach medialnych.

## Dyskografia
- 1992 – Moli mala
- 1995 – Vrijeme škorpiona
- 1996 – Geni kameni
- 1998 – Vjetar s Dinare
- 2002 – E, moj narode
- 2006 – Bilo jednom u Hrvatskoj
- 2013 – Ora et labora

## Składanki
- 2003 – Sve najbolje

## Teledyski
- 2002 – Poljud
- 2004 – Turneja: E, moj narode
- 2007 – Turneja: Bilo jednom u Hrvatskoj